# Wlassiwka
Wlassiwka (ukrainisch Власівка;  russisch Власовка Wlassowka) ist eine Siedlung städtischen Typs im Nordosten der ukrainischen Oblast Kirowohrad mit einer Fläche von 22,715 km² und etwa 7500 Einwohnern (2020).

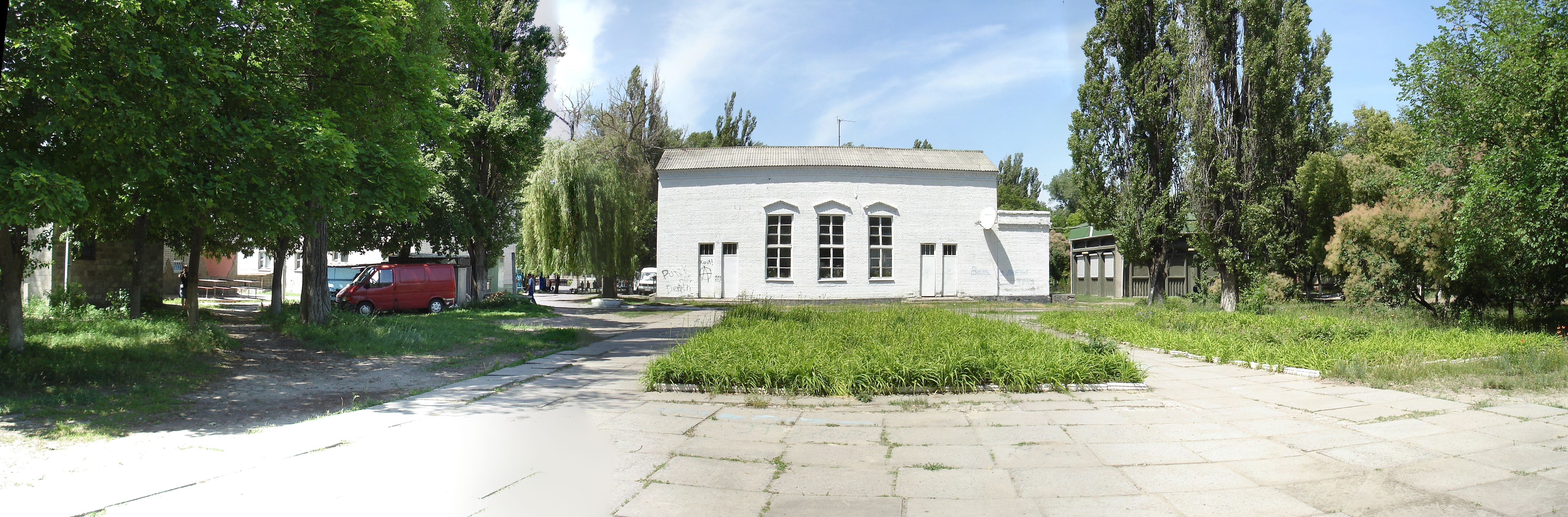
Ehemaliges „Haus der Pioniere“ in Wlassiwka

Die 1645 erstmals schriftlich erwähnte Siedlung besitzt seit 1960 den Status einer Siedlung städtischen Typs. Sie gehörte bis zum 1. April 1963 zum Rajon Krementschuk und wurde dann dem Rajon Switlowodsk zugeordnet, seit Juli 2020 ist sie Teil des Rajons Oleksandrija.

## Geographie
Wlassiwka liegt im Rajon Oleksandrija am linken Ufer des zum Krementschuker Stausee angestauten Dnepr 12 km nördlich vom ehemaligen Rajonzentrum Switlowodsk, 13 km nordwestlich von Krementschuk und 119 km nordöstlich vom Oblastzentrum Kropywnyzkyj. Im Westen der Ortschaft führt die Territorialstraße T–17–03 am Seeufer entlang.
Am 12. Juni 2020 wurde die Siedlung ein Teil der neugegründeten Stadtgemeinde Switlowodsk, bis dahin bildete sie die gleichnamige Siedlungsratsgemeinde Wlassiwka (Власівська селищна рада/Wlassiwska selyschtschna rada) als Teil der Stadt Switlowodsk unter Oblastverwaltung im Nordosten des ihn umgebenden Rajons Switlowodsk.
Am 17. Juli 2020 kam es im Zuge einer großen Rajonsreform zum Anschluss des Rajonsgebietes an den Rajon Oleksandrija.